# 小行星4661
小行星4661（英語：4661 Yebes）是一颗围绕太阳公转的小行星。1982年11月17日，M. de Pascual在耶韦斯发现了此天体。
这颗小行星的绝对星等为286.52905等。